# Richard Hägglöf
Richard Robert Theodor Hägglöf, född 6 februari 1865 i Själevads församling, Västernorrlands län,död 4 juni 1933 i Engelbrekts församling, Stockholm, var en svensk industriman, kommunpolitiker och vice häradshövding.
Han var gift med Sigrid Hägglöf (Ryding) och far till nio barn, bland dem Gunnar Hägglöf och Ingemar Hägglöf.
Richard Hägglöf var son till bankdirektören Lars Olof Hägglöf. Efter mogenhetsexamen i Härnösand 1883 blev han student vid Uppsala universitet och avlade en Juridisk-filosofisk examen 1884 juris kandidatexamen 1891. Hägglöf blev extraordinarie notarie vid Svea hovrätt 1891 erhöll domarförordning 1892 och blev vice häradshövding 1893. Åren 1900–1907 var han VD för Skånska handelsbankens kontor i Helsingborg, och var under den tiden 1902–1907 ledamot av stadsfullmäktige och drätselkammaren i Helsingborg. Åren 1907–1915 var han VD för Svenska Emissions AB och drev från 1915 bankirfirman Richard Hägglöf som bosatt i Stockholm. Hägglöf var även ledamot av styrelsen för AB Mölnlycke väfverifabrik 1907–1915, av styrelsen för Krångede AB 1908–1915, för AB Svenska Metallverken 1910–1933, ordförande i styrelsen för AB Förenade Svenska Tändsticksfabrikerna 1915–1919, AB Gerh. Arehns Mekaniska Verkstad 1916–1933, J E Åkerberg & Hellströms metall AB 1919–1933, Skandinaviska jutespinneri- och väfveri AB i Oskarshamn 1922–1933, Linoleum AB Forshaga 1928–1933 och Svenska remfabriks AB 1928–1933. Han är begravd på Norra begravningsplatsen utanför Stockholm.